# Софія Вюртемберзька (1818–1877)
Софія Вюртемберзька (повне ім'я Софія Фредеріка Матильда, нім. Sophia Frederika Mathilde von Württemberg; 17 червня 1818 — 3 червня 1877) — принцеса Вюртемберзька, після шлюбу королева-консорт Нідерландів. Колекціонерка мистецтва, меценатка.

## Біографія
Народилася в Штутгарті, її батьками були король Вюртемберга Вільгельм I і велика княгиня Катерина Павлівна, дочка імператора Павла I. Мати Софії померла незабаром після її народження, і дівчинку виховувала її тітка Катерина Вюртемберзька. Софія була племінницею російських імператорів Олександра I і Миколи I, а також кузиною російського імператора Олександра II, короля Ганновера Георга V і королеви Вікторії. Крім того, Софія припадала кузиною власного чоловіка: Катерина Павлівна була рідною сестрою Ганни Павлівни, матері Віллема III.
Руки Софії домагалися король Греції Оттон I і Вільгельм Брауншвейгский. Заручини з першим були неможливі з причини невпевненості батька принцеси в новоствореній грецької монархії. Другий претендент також отримав відмову, через те, що Софія вже була заручена. 18 червня 1839 року в Штутгарті вона вступила в шлюб з принцом Оранським (пізніше королем Нідерландів Віллемом III). Після вінчання пара поїхала до Нідерландів, де спочатку оселилася в палаці Плейн, а пізніше, коли Софія і Віллем стали королем і королевою, в палаці Нордейнде. Шлюб не був успішним.
З самого початку у Софії не склалися стосунки з матір'ю Віллема, Ганною Павлівною, на яку він цілком покладався. До того ж, вона інтелектуально перевершувала чоловіка і не розуміла його чуттєвого характеру. Понад те, вона не володіла красою і відрізнялася незвичайною жвавістю характеру, чого Віллем не міг переносити. Сам флегматик, спокійний до апатії, повільний в рухах і словах, він не любив її жвавості мови і рухомої жестикуляції. Тому він і уникав товариства дружини, яка знаходила собі розраду в колі людей науки, мистецтва і літератури.
Софія вела велике листування з державними людьми, вченими і письменниками. Нерідко вона запрошувала своїх друзів гостювати в королівський замок. Підтримувала хороші відносини з Наполеоном III і королевою Вікторією, протегувала мистецтвам і займалася благодійністю. Віллем завів кілька коханок. Милістю короля користувалися іноземки, переважно француженки.
У королівському оточенні ж вважали, що роль королеви-консорт затісна для Софії і їй більше підійшла б роль регентки при сині. Софія просила розлучення, але їй було відмовлено в інтересах держави. З 1855 року літній сезон подружжя стало проводити окремо одне від одного: він — в Хет Лоо, вона — в Гейс-тен-Босе. Також Софія проводила багато часу з молодшим сином Олександром у рідному Штутгарті.
Померла 3 червня 1877 року в Гейс-тен-Босе, Гаага, похована в королівській крипті Ньівекерк у шлюбній сукні, оскільки сама вважала, що її життя закінчилося в день, коли вона вступила в шлюб.

## Діти
- Віллем Ніколас Олександр Фредерік Карель Хенрік (1840—1879) — принц Оранський, спадкоємець престолу Нідерландів і Люксембурга в 1849—1879 роках; одружений не був, дітей не мав.
- Віллем Фредерік Моріс Олександр Хенрік Карель (1843—1850) — помер в дитинстві від менінгіту.
- Віллем Олександр Карель Хенрік Фредерік (1851—1884) — принц Оранський, спадкоємець престолу після смерті старшого брата в 1879—1884 роках; одружений не був, дітей не мав.